# Подела рада
Подела рада је одвајање задатака у сваком економском систему тако да се учесници могу специјализовати. Индивидуалци, организације и нације су обдарени са специјализованим способностима или стичу специјализоване способности, и формирају комбинације или тргују да би искористили способности других као додатак њиховим сопственим способностима. Специјализоване способности могу укључивати опрему, или природне ресурсе у додатку вештинама и оспособљавању. Ове активности могу заједно допринети, када специјализована опрема захтева веште руководиоце. Подела рада је мотив за трговину и извор економске међузависности. Због велике количине рада сачуваног давањем специјализованих задатака радницима у фабрикама у ери Индустријске револуције, неки класични економисти, као и неки машински инжињери, као што је Чарлс Бебиџ били су присталице поделе рада. Такође, радници који изводе један или ограничен број задатака, елиминишу дуг период обуке, временски период који је потребан да се обуче занатлије, који су замењени са мање плаћеним али продуктивнијим невештим радницима.
Историјски, све већа подела рада је повезана са порастом укупне производње и трговине, порастом капитализма и сложености индустријализованих процеса. Концепт и примена поделе рада су посматрани у античкој сумерској ( Месопотамија ) култури, где се расподела послова у неким градовима поклапала са порастом у трговини и економској међузависности. У додатку трговини и економској међузависности, подела рада повећава продуктивност и произвођача и индивидуалног радника. За разлику од поделе рада, подела послова се односи на поделу великих задатака, уговора или пројекта у мање задатке- свака са одвојеним распоредом у склопу свеукупног распореда пројекта. Подела рада, уместо тога, односи се на расподелу задатака индивидуалцима или организацијама према вештинама или опреми коју ти људи или организације поседују. Често, су подела рада и подела послова део економске делатности у склопу индустријске нације или организације.

## Теоретичари

### Платон
У Платоновој Држави, порекло државе се налази у природној неједнакости човечанства, која је оличена у подели рада.
Добро онда, како ће наша држава снабдети ове потребе? Биће јој потребан фармер, грађевинар и ткалац, и такође, мислим обућар, и један или два друга радника да би снабдели наше телесне потребе. Тако да ће се "минимум државе" састојати од четири или пет човека (The Republic. стр. 103, Penguin Classics edition.)
Силверминц бележи да ‘’ Историчари економске мисли признају Платона, примарно на основи аргумената у његовој Држави, као раног заговорника поделе рада”. Без обзира на ово, Силверминц тврди да,, Док Платон признаје и економске и политичке повластице поделе рада, он на крају критикује ову форму економског аранжмана утолико што омета индивидуалца у уређивању његове сопствене душе култивацијом стечених мотива преко мудрости и разума ‘’."

### Ксенофан
Ксенофан, у четвртом веку пре нове ере, износи преносну референцу о подели рада у његовој ‘’ Циропедији” ( ткзв Едукација Цируса ).
Баш као што су различити занати развијенији у великим градовима, на исти начин је храна у палати припремљена на далеко супериорнији начин. У малим градовима, исти човек прави кревете, врата, плугове и столове, и често гради чак и куће, а он је и даље захвалан што само може да нађе довољно посла да издржава себе. Немогуће је за човека да има много заната и да их све одради добро. У великим градовима, међутим, због много потражњи сваког заната, само један посао није довољан да издржава човека, и често мање него један: на пример, један човек прави ципеле за човека, други за жену, постоје места где један човек зарађује за живот само крпљењем ципела, други кројењем, други шије само горње делове ципела, док постоји још један који не изводи ни једну од ових функција¸већ присваја делове, из нужности. Онај који изводи веома специјализован задатак ће то урадити најбоље.

### Ибн Халдун
Учењак 14. века Ибн Халдун је нагласио важност поделе рада у процесу производње. У својим Мукадима, он је изјавио:
 Снага индивидуалног људског бића није довољна да добије ( храна ) оно што му је потребно, и не обезбеђује га са онолико колико му је потребно да би живео. Чак и ако претпоставимо апсолутни минимум хране. . . та количина хране може бити добијена тек након много припреме. . . Према томе, он не може радити без комбинације много снаге између својих колега, ако желе добити храну за себе и за њих. Кроз сарадњу, потребе броја особа, много пута су веће него што њихов број може бити задовољен.

### Вилијам Пети
Господин Вилијам Пети је био први модеран писац који је записивао поделу рада, показујући њено постојање и корисност у Холандским бродоградилиштима. Класични радници у бродоградилишту би градили бродове као, завршавајући један пре него што ће почети да граде други. Али, Холандија је то организовала са неколико тимова, од којих сваки ради исти задатак за сукцесивне бродове. Људи са одређеним задацима морају открити неколико метода које су биле касније посматране и оправдане од стране писаца о политичкој економији.
Пети је такође применио принцип у свом прегледу Ирске. Његов напредак је био да подели посао тако да велике делове посла могу радити људи који немају опширну обуку.

### Бернанд де Мандевил
Бернар Мандевил дискутује материју у другом тому „Бајка о пчелама” ( 1714 ). Ово објашњава многа питања која су постављена оригиналном песмом. Он каже :
Али, ако ће се индивидуалац у потпуности посветити прављењу лукова и стрела, док други обезбеђује храну, трећи гради колибе, четврти прави одела, а пети посуђе, они не само да ће постати корисни једни другима, већ ће звања и радна места по броју година примити много већа унапређења, него да су сва петорица радили исте послове.

### Дејвид Хјум
Када свака индивидуална особа ради одвојено и само за себе, његова снага би била превише мала да би извршио било који значајан посао; његов рад који се користи у снабдевању свих његових различитих потреба, никада не достиже савршенство у било којој одређеној вештини; и како његова снага и успех нису једнаки у сваком тренутку, најмањи неуспех у било којој од ових појединости мора бити присутан са неизбежном пропашћу и бедом. Друштво обезбеђује правно средство за три од ових неприлика. Уједињавањем сила, наша снага је увећана. Поделом запошљавања, наша способност расте: И међусобним појачањем мање смо изложени срећи и незгодама. Овим додатним силама, способностима и безбедностима, друштво постаје корисно.

### Хенри Луис Духамел
У свом уводу у Art de l'Épinglier [Уметност прављења игли ] (1761), Хенри Луис Духамел пише о ‘’ подели посла”.
Не постоји нико ко није изненађен малом ценом игли, али требало би да будемо још више изненађени када знамо колико различитих функција, од којих је већина деликатна, су обавезне да би направили добру иглу. Ми ћемо проћи кроз ове функције у неколико речи да би подстакли знатижељу да сазнамо њихове детаље; ово набрајање ће обезбедити већи број чланака који ће правити поделу послова ... Прва функција је имати дршку од месинга кроз тањир за калибрацију . …

Под поделом послова Хенри Луис Духамел упућује на подеобе текста који описује различите занате укључене у активност прављења игли; ово такође може бити описано као подела рада

### Адам Смит
У првој реченици Истрага о природи и узроцима богатства народа (1776), Адам Смит је предвидео суштину индустријализма у утврђивању да подела рада представља квалитативно повећање у продуктивности. Као Хенри Луис, његов пример је био у прављењу игли. За разлику од Платона, Смит је тврдио да је разлика између уличног портира и филозофа била једнако последица поделе рада и његовог узрока. Према томе, док је Платонов ниво специјализације одређен поделом рада екстерно, за Смита је то био динамички мотор економског напретка. Међутим, у даљем поглављу исте књиге, Смит критикује поделу рада говорећи да може водити до ‘’ скоро потпуне корупције и дегенерације великог броја људи… осим ако влада не преузме неке мере да би то спречила”. Контрадикција је водила до дебате око Смитовог мишљења о подели рада. Алексис де Токвил се сложио са Смитом :” Ништа не тежи да материјализује човека, и да га лиши рада најслабијег трага мисли, више него крајња подела рада”. Адам Фергусон је делио слична размишљања са Смитом, иако је било генерално негативније". Alexis de Tocqueville agreed with Smith: "Nothing tends to materialize man, and to deprive his work of the faintest trace of mind, more than extreme division of labor." Adam Ferguson shared similar views to Smith, though was generally more negative.
Специјализација и концентрација радника на њиховим подзадацима често води до веће вештине и веће продуктивности на њиховим одређеним подзадацима него што би било постигнуто истим бројем радника од којих сваки изводи оригинални шири задатак.
Смит је видео важност усклађивања вештина са опремом- често у контексту једне организације. На пример, стварање игала је организовано на следећи начин: један радник који прави главу, други тело, где сваки од њих користи различиту опрему. Слично томе, он је нагласио велики број вештина коришћених у сарадњи и са одговарајућом опремом, које су биле неопходне да би изградили брод.
У модерној економској дискусији, користи се термин људски капитал. Смитов увид предлаже да су огромна повећања у продуктивности, која се могу добити из технологије или технолошког напретка, могућа зато што су људски и физички капитал изједначени, често у једној организацији.
Бебиџ је написао првобитни рад ‘’ О економији машинерије и произвођача” анализирајући, можда по први пут, поделу рада у фабрикама.

### Карл Маркс
Маркс се залагао за теорију да повећање стручности радника може довести до смањења свеукупних вештина и до недостатка ентузијазма за њихов даљи рад. Он је овај процес описао као отуђење: радници постају све више и више стручни у својим областима, а сам рад постаје шаблонски што временом доводи до потпуног отуђења од процеса производње. Радници затим постају “депресиви и физички и психички као машине”.
Такође, Маркс је тврдио да подела рада ствара мање веште радника. Како рад постаје све више специјализован, мање обуке је потребно за сваки посао појединачно. Самим тим, читава радна снага је мање вешта за обављање читавог посла него један појединац.

Међу Марксовим теоретским доприносима налази се и изричита разлика између економске и социјалне поделе рада. Она гласи да су неки облици сарадње у раду суштински техникалије, док су други резултат социјалне контроле, функције повезане са класом и статусом у хијерархији. Када би ове две области биле спојене, чинило би се да је постојећа област рада технички неизбежна и непромењива, а не како је у ствари конструисана од стране друштва. Он се такође залаже за то да је у комунистичком друштву подела рада превазиђена, што значи да се равномерни људски развој јавља када људи у потпуности изразе своју природу у разноликости креативног рада који обављају.

### Хенри Дејвид Торо
Торо је критиковао поделу рада код Валдена ( објављено 1854 ), по основи да склања људе од осећаја повезаности са друштвом и са светом уопште, укључујући природу. Он је тврдио да је просечан човек у цивилизованом друштву мање богат. Одговор који је дао је да самодовољност је била довољна да покрије основне потребе особе.

Тороов пријатељ и ментор, Ралф Валдо Емерсон, критиковао је поделу рада у ‘’ Амерички Академик”, широко информисано, холистичко грађанство је витално за духовно и физичко здравље државе.

### Емил Диркем
Емил Диркем у његовом првобитном раду, Подела рада у друштву, опажа да се подела рада појављује у свим друштвима и позитивно корелира са друштвеним напретком зато што се повећава како друштво напредује. Диркем је дошао до истог закључка поводом позитивних утицаја поделе рада као његов теоретски претходник, Адам Смит. Смит опажа да подела рада резултира ‘’ пропорцијалним повећањем продуктивне снаге рада”. Док они деле ово уверење, Диркем је веровао да се подела рада примењује на све ‘’ биолошке организме уопште” док је Смит веровао да се овај закон односи ‘’ само на људска друштва”. Ова разлика може резултирати из утицаја Дарвина "О пореклу врста" на Диркемове радове. На пример, Диркем је посматрао очигледну везу између функционалне специјализације делова организма ‘’ и ‘’обима еволутивног развоја тог организма за који је веровао ‘’ да проширује обим поделе рада тако да чини своје порекло истовремено са пореклом самог живота… наговештавајући да његови услови морају бити установљени у кључним својствима свих организованих ствари.
Социјална солидарност не може бити директно квантификована, Диркем индиректно истражује солидарност ‘’ класификацијом различитих типова закона да би пронашао… различите типове социјалне солидарности која им одговара”. Диркем категорише: криминални закони и њихове просечне казне као унапређивање механичке солидарности, осећај јединства резултира од индивидуалаца који се ангажују у сличним пословима који имају заједничке позадине, традиције и вредности; и државни закони који унапређују органску солидарност, друштво у којем се индивидуалци упуштају у различите врсте послова који доприносе друштву и другим индивидуалцима. Диркем верује да органска солидарност преовлађује у напреднијим друштвима, док механичка солидарности симболизује мање развијена друштва. Он објашњава да, у друштвима са више механичке солидарности, разноврсност и подела рада је мања, тако да индивидуалци имају сличан поглед на свет. Слично томе, Диркем износи мишљења и да у друштвима са више органске солидарности, разноврсност занимања је већа, и индивидуалци више зависе једни од других, резултујући већим повластицама друштву као целини.

### Лудвиг фон Мизес
Марксове теорије, укључујући и негативне тврдње поводом поделе рада су биле критиковане од стране Аустријских економиста као што је Лудвиг фон Мизес.
Главни аргумент овде је да се економске користи стичу из поделе рада далеко надмашују трошкове. Тврди се да је у потпуности могуће постићи уравнотежен људски развој у склопу капитализма, и отуђење је смањено као пука романтична фикција.

### Фридрих А. Хајек
У употреби знања у друштву, Фридрих А. Хајек каже:
Систем цена је само једна од тих формација које је човек научио да користи ( иако је још увек веома далеко од знања како да то искористи на најбољи начин ) након што је налетео на то без разумевања. Кроз то, не само подела рада, већ и координирано коришћење средстава основаних на једнако подељеном знању, постало је могуће. Људи који воле да се исмевају било којем предлогу да ово може бити могуће, могу нарушити аргумент инсинуирањем да се неким чудом само такав систем спонтано развио, и да је он најпогоднији за модерне цивилизације. То је ипак обрнуто: човек је био у могућности да развије ту поделу рада на којој је наша цивилизација основана, зато што наилази на методу која је то омогућила. Да није тако учинио, он је и даље могао развити неку другу, различит тип цивилизације, нешто као „ држава  од мрава термита или неки други, сасвим незамисливи тип.

## Глобализација и глобална подела рада
Питање достиже свој најшири опсег у контроверзама глобализације, која се често тумачи као еуфемизам за ширење светске трговине на основама компаративне предности. То би значило да земље специјализују у раду оне који могу да раде по најнижој цени. Критичари међутим наводе да се међународна специјализација не може довољно објаснити у терминима "радни народи функционишу најбоље", пре ће бити да ова специјализација је вођена комерцијалним критеријумима, који фаворизују неке земље у односу на друге.
ОЕЦД недавно саветује (28. јун 2005. године) да:
Ефикасне политике за подстицање запошљавања и борбе против незапослености су од суштинског значаја да ли земље треба да искористе све предности глобализације и избегну снажну реакцију против слободне трговине ... губитак посла у неким секторима, заједно са новим могућностима за запошљавање у другим секторима, су неизбежан пратилац процеса глобализације ... Изазов је да се обезбеди процес прилагођавања у усклађивању расположивих радника са отварањем нових радних места- Изазов је и такође да овај процес функционише што је могуће равномерније. Неколико студија су се десиле у погледу глобалне поделе рада. Информације се могу извући из Међународне организација рада и националних статистичких канцеларија.
У једној студији, Деон Филмер процењује да је 2.474 милијарди људи учествовало у глобалној не-домаћој радној снази средином 1990-их. Од тога, око 15%, или 379 милиона људи, ради у индустрији, једна трећина, или 800 милиона је радила у служби, и преко 40%, или 1.074 милиона, у пољопривреди. Већина радника у индустрији су на минималцу и платама које зарађују - 58 одсто индустријске радне снаге и 65 посто радне снаге услуга. Али велики део су самозапослени или укључени у породични рад. Филмер указује да је укупно запослених широм света у 1990. је био око 880 милиона, у поређењу са око милијарду који раде на свој рачун на земљи (углавном сељаци), а неки 480 милиона раде на сопствени рачун у индустрији и услугама. 2007 МОР Глобални трендови запошљавања Извештај показује да су услуге превазишле пољопривреду по први пут у људској историји: "У 2006. години удео сектора услуга је од глобална радног односа преузео пољопривреду, по први пут, повећањем од 39,5% на 40 одсто Пољопривреда је смањена са. 39,7% на 38,7%. Сектор индустрије чини 21,3% укупне запослености. "
	Величина, трошкови и развој нове технологије су фактори који су утицали на усавршавање посла структуре у савременом радном месту. Трошкови специјализације посла је оно што ограничава мале организације од поделе својих радних одговорности, али и организације се повећавају у величини постоји корелација у порасту поделе рада. Технолошки развој је довео до смањења у износу усавршавања радних места у организацијама, као на пример, нова технологија олакшава да мање запослених остваре разне задатке и још побољшају производњу. Нова технологија је такође била подржавајућа у протоку информација између одељења, и помаже да се смањи осећај изолације одељења .

## Модерне дебате
У модерном свету, ти стручњаци су највише преокупирани у њиховом раду са теоретисањем о подели рада и они су укључени у управљање и организацију. С обзиром на глобалне екстремитете поделе рада често је питање о томе која би подела рада била најидеалнија, лепа и ефикасна. Два стила управљања која су виђена у савременим организацијама су контрола и обавеза. Контрола је подела стила рада прошлости и обавеза као стила будућности. Контролно управљање се заснива на принципима специјализације посла и поделе рада. Ово је монтажна линија стила специјализације посла где је запосленима дат веома узак скуп задатака или један специфичан задатак. Подела обавеза рада је оријентисана на укључивању радника и изградњу нивоа унутрашње посвећености ка остваривању задатака. Задаци укључују више одговорности и координирају засновани на стручности више него на формалној позицији.
Пословна специјализација је предност у развоју стручности у пољу запослених и јачање организационе производње. Међутим недостаци пословне специјализације укључују и ограничене вештине запослених и зависност од целог одељења и незадовољство запослених са понављањем задатака.
Широко је прихваћено да је подела рада у великој мери неизбежна, једноставно зато што нико не може да уради све задатке одједном.
Лабоурхиерарцхизам је врло честа карактеристика модерног објекта на радном месту, али наравно начин на које су ове хијерархије структуиране може зависити од различитих фактора.
Величина, трошкови и развој нове технологије су фактори који су утицали на усавршавање структуре посла на савременом радном месту.
Трошкови специјализације посла су оно што ограничава мале организације у подели своје радне одговорности, али како организација расте у величини, постоји веза и у порасту рада.
Технолошки развоји довели су до смањења у износу специјализације радних места у организацијама, као што нова технологија олакшава да мање запослених оствари разне задатке и још повећа производњу.
Нова технологија је такође била подржана у протоку информација између одељења, помажући да се смањи осећај изолованости одељења.

## Ограничења
Адам Смит славно рекао у Богатство народа да је подела рада ограничена обимом тржишта. То је зато што је разменом да свака особа може бити специјализована у свом раду и ипак увек има приступ широком спектру роба и услуга. Стога, смањење баријера за размену води повећању у подели рада и тако помаже економски раст. Ограничења у подели рада се такође односе на координацију и транспорт трошкова.

Послови који су сувише специјализовани у уском распону задатака, резултирају у демотивације због досаде и отуђења. Према томе, приступ Тејлорист допринео је погоршању индустријских односа.
Такође постоје ограничења у подели рада (и подели посла) која произилазе из варијација тока рада и неизвесности. Они помаже да се објасне питања у савременој организацији рада, а посебно оперативних консолидација у реинжењерингу пословних процеса и коришћењем више стручних радних тимова. На пример, једна фаза процеса производње може привремено радити по споријим темпом, што је приморало друге фазе да се успоре. Један одговор на ово је да се неки део ресурса пренесе између фаза, тако да та средства морају бити у стању да преузимају шири спектар задатака.
У раду на пројекту, координација ресурса је тежак задатак за менаџера пројекта, као и распоред пројекта и резултирајуће изворне резервације су засноване на проценама трајања задатака и тако подлежу каснијим ревизијама. Опет, консолидација задатка, тако да се узастопно предузимају истим ресурсима и имају расположиве ресурсе који се позивају по кратком року од других задатака, може да помогне да се смање такви проблеми, иако по цену смањења усавршавања. Такође постоје предности у смањеној поделе рада у којима би знања иначе морала да се преносе између фаза. На пример, да се једна особа суочава са захтевима клијента, значи да само да једна особа мора бити упозната са детаљима купца. Такође је вероватно да ће довести у упитање да се рукује брже због елиминације кашњења у доношењу питања између различитих људи.

## Родна подела рада
Најјаснија изложба принципа сексуалне поделе рада, преко пуног асортимана људских друштава, може се сажети у великом броју логично комплементарних примењених ограничења у следећем облику: ако је жена у репродуктивној фази у датој заједници, настоји да ради до X(нпр, припрема земљишта за сетву) такође радити ће Y (нпр садње), док је за мушкарце логичан преокрет у овом примеру, би био да уколико мушкарци саде, они ће припремити земљу.
"Међукултурална анализа сексуалне поделе рада" коју су написали Вајт, Бруднер и Бертон (1977, јавно власништво), користећи статистичке анализе, показује да задаци чешће по избору жена у овим родним односима, представљају оне погодније у односу на одгој детета. Ова врста налаза примењује се у различитим студијама, укључујући и савремене индустријске економије. Ове анализе не ограничавају колико би посла било за задатак који би могли обавити мушкарци (нпр, у кувању) или жене (на пример, у чишћењу шума. У мери у којој жене чисте шуме за пољопривреду, на пример, оне настоје да одраде цео пољопривредни низ задатака на тим пропланцима. У теорији, ови типови ограничења могу бити уклоњени одредбама бриге о деци, али етнографски примери недостају.